# 速龍屬
速龍屬（意為「快速的蜥蜴」）是種角鼻龍下目恐龍，生存於白堊紀的阿根廷。速龍身長可能約4英尺。目前僅發現後腿骨頭，從後腿與腳掌顯示牠們適合奔跑，因此取名為速龍。費爾南多·諾瓦斯與塞巴斯蒂安·阿派斯特圭（Sebastian Apesteguia）在2003年的研究顯示速龍是惡龍的近親，而惡龍是種奇特的角鼻龍類恐龍。這兩個屬可能形成一個速龍亞科（Velocisaurinae），屬於西北阿根廷龍科。
粵語圈所說的「速龍」一般其實是指伶盜龍（Velociraptor），這是源於翻譯錯誤。